# Disponibilité numérique
Ne doit pas être confondu avec Distribution numérique.
La disponibilité numérique ou distribution numérique (DN) est un indicateur utilisé en marketing dans la grande distribution afin de mesurer l'efficacité de la politique de référencement adoptée par l'entreprise.
Exprimée en pour cent, elle correspond à la proportion de points de vente de l'univers détenteur du produit/marque.
Elle est fournie par les panels de distributeurs.
- DN = nombre de points de vente détenteurs du produit / nombre de points de vente de l'univers considéré

Ainsi, une DN de 30 % signifie que 30 % des points de vente disposent du produit en linéaire à l'instant t.
La DN est donc calculée en fonction d'une marque et non d'un point de vente.
Mais la DN ne tient pas compte de la surface des points de vente et donc du potentiel de vente du produit, donc de son efficience.
Il faut donc adjoindre à la DN un autre indicateur afin de pouvoir affiner son analyse : la disponibilité en valeur.